# Laura Schwendinger
Laura Schwendinger   (Ciutat de Mèxic, 26 de gener de 1962) nom artístic de Laura Elise Schwendinger, va ser la primera compositora a guanyar el Premi de Berlín de l'Acadèmia Americana a Berlín.

## Biografia
Schwendinger va ser la primera compositora a guanyar el premi de l'Acadèmia Americana a Berlín, i la seva òpera Artemisia, és la guanyadora del 2023, el premi d'òpera Charles Ives de l'Acadèmia Americana de les Arts i les Lletres, el premi més gran d'aquest tipus per a la música vocal als EUA. A més, ha rebut una beca Guggenheim 2009 i beques de la colònia Yaddo, MacDowell, la Fundació Bogliasco, la "Fundació Rockefeller Bellagio Conference Center". És professora de composició a la Universitat de Wisconsin–Madison, on també és la directora artística del "Contemporary Chamber Ensemble" i la cap de composició. Va rebre el seu doctorat. de la Universitat de Califòrnia a Berkeley, on va estudiar amb Andrew Imbrie i Olly Wilson. Schwendinger ha estat convidada a presentar la seva música a seminaris a la Universitat Harvard, la Universitat Northwestern, la Universitat de Chicago, la Universitat Yale, la Juilliard School, la Universitat de Califòrnia a Berkeley Davis, la Universitat de Califòrnia a Los Angeles, el Conservatori de Música de San Francisco, i la "Royal Irish Academy of Music de Dublín". També ha estat professora en programes i festivals d'estiu com la "Bennington Conference", "Talis Festival", "New Music on the Point", "St. Mary's Summer Composition Intensive" i va ser "Master Artist" al "Atlantic Center for the Arts" el 2018, així com el Directora convidada de la "Irish Composition Summer School" el 2016.
Schwendinger abans de la seva posició a Madison, va ser professora a la Universitat d'Illinois a Chicago i va ensenyar al Departament de Música de la Universitat de Califòrnia, Santa Cruz, Smith College i la Divisió Preparatòria del Conservatori de Música de San Francisco, on va iniciar un programa. per a joves compositors el 1985.

## Carrera
Les últimes actuacions de la seva música inclouen un concert de doble violí Nightingales, estrenat per la "Dubuque Symphony Orchestra" i l'"UW Symphony Orchestra", i amb les violinistes Eleanor Bartsch i Ariana Kim, Fluorescenza per al projecte "Primavera" de Matt Haimovitz i gravat per Oxingale i Brushstrokes per "Collage New Musicof Boston".
Altres actuacions inclouen un "Concerto de butxaca" per encàrrec del "Miller Theatre" de Nova York, Chiaroscuro Azzurro, estrenat per la violinista Jennifer Koh i l'"International Contemporary Ensemble", i el seu concert per a violoncel Esprimere, escrit i estrenat per Matt Haimovitz i la Universitat de Orquestra Simfònica de Wisconsin-Madison.
La seva ambientació de in Just- spring va ser interpretada de gira per Dawn Upshaw i Gilbert Kalish del 1997 al 2013 a llocs com el Carnegie Hall, el Wigmore Hall de Londres, el Théâtre Châtelet de París, la Morgan Library, el National Arts Centre del Canadà i el Festivals de música Tanglewood i Ojai. Està disponible en un TDK/DVD de Naxos, Voices of Our Time, amb Upshaw i Kalish i es va gravar al "The Theatre Chatalet".

Una comissió de l'Associació Musical de Harvard, el seu Quartet de corda #1, va ser estrenada pel "Quartet Arditti", una comissió de la "Fundació Koussevitzky". Celestial City, que va comptar amb la dinàmica jove artista Janine Jansen amb "Spectrum Concerts Berlin" a la "Berlin Philharmoniker Kammermusiksaal", Fable i, més recentment, High Wire Act, interpretat per "Collage New Music" a la Universitat Harvard, i una Comissió de la "Fundació Fromm", "Nonet for the Chicago Chamber Musicians", que es va estrenar a la ràdio "Live from WFMT" a Chicago. "The Theatre Chamber Players" va encarregar dues obres de Schwendinger, Songs of Heaven and Earth, i Magic Carpet Music, que es van estrenar al "John F. Kennedy Center for the Performing Arts" de Washington D.C. Per a la seva segona Comissió de la Fundació Koussevitzky, de la Fundació ella va escriure per al "Chameleon Arts Ensemble" de Boston, 2017. La ressenya al "Boston Musical Intelligencer", del 21 de maig de 2017, "Chameleon Paints With Music" de Leon Golub va llegir:
| « | "La deliciosa peça de Schwendinger va transformar de manera efectiva la meva pròpia mirada a la Musa de l'artista introduint un competidor, musa de carn i ossos, dificultats i fracàs, greuges i glòria, darrere de l'efígie de la natura morta del pintor". | » |

En anys més recents, el "JACK Quartet" va estrenar el seu Creature Quartet a la sèrie Union Concert a Madison WI, el seu Arc of Fire, una Chamber Music America Commission, es va interpretar a la ràdio WFMT de Chicago i dues vegades al "Bryant Park" de Nova York. com a part del programa d'encàrrec clàssic de la música de cambra Amèrica. Com a part de la residència "New Music Alive" de la Lliga d'Orquestres Americanes de Schwendinger amb la Richmond Symphony Orchestra el 2016, el seu Waking Dream va ser interpretat per Mary Boodell, la flauta principal de l'orquestra a la seva sèrie Altria Masterworks.

La seva obra també s'ha interpretat a "Alice Tully Hall" del Lincoln-Center, Times Center, Symphony Space, BargeMusic, Corcoran Gallery of Art, Institute of Advanced Study de la Universitat de Princeton, Corcoran Gallery, Poisson Rouge i Tanglewood, Bennington, Aspen, Festivals Ravinia i Ojai, el Festival KOFOMI a Àustria i el Festival Talis a Suïssa. Un Safe Commission Shadings de Schwendinger, per a l'"American Composers Orchestra", es va estrenar a "Zankel Hall" el 2012, i els seus Seven Choral Settings també es van interpretar allà el 2013, per "Trinity Wall Street Chorus" i Matt Haimovitz, dirigits per Julian Wachner. El 2012, va rebre l'encàrrec d'escriure una obra per a "Sounding Beckett" a la "Classic Stage Company" de la ciutat de Nova York. Jenna Scherer va escriure a la seva ressenya de "Time Out" de l'obra:
| «               | "La peça de Laura Schwendinger per a Footfalls és especialment eficaç, amb trams en què els músics toquen els seus instruments tan lleugerament que podria ser només el vent de tardor que bufa a través de les seves cordes. Les obres de Beckett requereixen una visualització posterior, melancòlic, i aquests paisatges sonors inquietants ofereixen un lloc adequat per a la deriva". | » |
| — Jenna Scherer | |   |

Entre les seves nombroses obres, l'any 2017 Schwendinger va rebre l'encàrrec de la "National Flute Association" de compondre una obra per al seu "Young Artist Competition", per a la seva Conferència Nacional a Minnesota. La seva òpera Artemisia, escrita amb el llibretista Ginger Strand, es va fer un taller el 7 de gener de 2017, com a part del "Time's Arrow Festival of Music a Trinity Wall Street", i dirigida per Julian Wachner i amb el suport d'un "National Opera Center" i "Opera America Discovery Grant". El "Center for Contemporary Opera" va produir una actuació parcial al "Symphony Space" el novembre de 2019 amb Sara Tarana Jobin, directora. L'òpera es va produir íntegrament en dues estrenes mundials diferents (una versió orquestral i de cambra) el 2019.

L'estrena mundial de la versió orquestral d'Artemisia de "Trinity NOVUS" amb Christopher Alden, director i Lidiya Yankovskaya, directora, amb Augusta Caso, Heather Buck i Richard Troxell. L'estrena mundial d'una versió de cambra, interpretada pel "Left Coast Chamber Ensemble" amb Matilda Hofman, com a directora i amb el suport del "National Endowment for the Arts", va ser a "Z Space de San Francisco". Corinna da Fonesca da-Wollheim, al New York Times, va elogiar el tractament de l'òpera dels 
| «                                | "grans temes... idea i forma, imatge i projecció, vista i mirada... amb música d'intensitat tremolant". | » |
| — Corinna da Fonesca da-Wollheim | |   |

Rebecca Wishnia, a la veu clàssica de San Francisco, va descriure l'òpera com "sumptuosa a tots els nivells", amb una partitura "impressionant", 
| « | "... una peça impressionant de preocupació i anhel... El més memorable és que la música subratlla el deteriorament d'Artemisia. visió. Les lluents tendres i agudes es desplacen per quedar fora de l'abast. Les ombres són acords que sonen plans: impressionistes, però amb una sensibilitat clarament contemporània". A OperaWire “La partitura de Schwendinger i la història de Ginger Strand no només encanten, sinó que ens desperta de nou al conflicte continuat d'homes, dones i art que ha impregnat la història occidental... Els reptes de la música. La textura és rica.. excel·lent transmissor de la història. Tots dos revelen la complexitat i no s'estan impedint d'enganxar-nos-hi". | » |

La seva segona comissió de la "Fundació Fromm per a Musiqa" a Houston, Cabaret of Shadows amb el llibretista Ginger Strand, es va produir el març de 2022. El seu treball està publicat per Keizer Southern Music.

## Altres crítiques
Allan Kozinn del New York Times va escriure sobre el seu Chiaroscurro Azzurro interpretat per Jennifer Koh:
| «              | "L'obra de la Sra. Schwendinger també viu en (almenys) dos mons. L'escriptura del violí, interpretada amb iguals mesures d'energia i riquesa vellutada per Jennifer Koh, és de vegades assertiva i rítmicament afilada, però aquests moments pràcticament sempre es resolen en una línia de cant dolç. L'escriptura orquestral més dura compensa aquesta dolçor sense aclaparar-la. Aquesta és una obra que sembla probable que floreixi amb l'escolta repetida." | » |
| — Allan Kozinn | |   |

Colin Clarke va escriure sobre el seu Creature Quartet a Albany Records CD QUARTETS, amb el JACK Quartet, al número de maig/juny de 2018 de Fanfare Magazine.
| «              | "Gestual i alhora poderosament organitzada, la veu de Schwendinger és molt individual. L'actuació del JACK Quartet és impecable, i com a gravació d'estudi és tècnicament més segura que el vídeo de Vimeo en directe. La gran intensitat tant de la música com de la interpretació és fascinant, com si la passió de la compositora pel seu tema brillés com una llum." | » |
| — Colin Clarke | |   |

Richard Buell, del Boston Globe, va escriure en la seva ressenya de la seva obra de cambra Fable,
| «                | "Aquest va ser una composició astuta, l'article genuí. A la millor llista de la temporada va" i del seu Quartet de corda "una intensitat lírica inconfusible... una bona peça... digna de l'atenció d'Arditti," | » |
| — Richard Buell, | |   |

i més tard de la seva Magic Carpet Music interpretada per "Collage New Music": "La Magic Carpet Music de Schwendinger, com l'altra música del compositor, s'alegra a la vora i té una força que surt a la seva manera... Aquí hi ha un compositor amb una veu diferent". Mark Kanny del Pittsburgh Tribune va escriure:
| «            | "L'absència de qualsevol entreteniment visual per a Buenos Aires de Schwendinger va centrar l'atenció en l'excel·lència musical del seu dur quartet per a flauta, clarinet baix, violí i violoncel. Ella crea línies fresques i atractives que s'uneixen a un clímax potent." | » |
| — Mark Kanny | |   |

A la seva revisió de la llista de reproducció del New York Times del CD Centaur de Schwendinger High Wire Acts, Corinna da Fonseca-Wollheim va escriure "en les obres agrupades en aquest disc captivador... esbossa històries breus musicals de fragilitat i propòsit sonambulants".

## Premis
Més enllà dels ja esmentats, Schwendinger ha rebut honors de la Fundació Guggenheim, l'Institut Radcliffe d'Estudis Avançats, l'Acadèmia Americana d'Arts i Lletres, una beca de la Fundació Rockefeller a Bellagio, beques Yaddo Corporation (9), "MacDowell Colony fellowships", i el Bogliasco Liguria Conference Center, i residències artístiques al Tyrone Guthrie Center, American Academy in Roma, així com premis de la Lliga Americana d'Orquestres / New Music Alive, i encàrrecs premiats de la Harvard Music Association, Fromm Foundation i Opera America Discovery Grant; I va ser el primer premi del Concurs Internacional de Composició ALEA III de 1995. És un dels pocs compositors que han rebut dos encàrrecs de la Fundació Koussevitzky.

## Obres seleccionades
- Artist's Muse (1998) per a flauta, clarinet, violí, violoncel, piano i percussió. (24:00) Comissió de la Fundació Koussevitzky per al Chameleon Arts Ensemble de Boston i es va estrenar el 20 i 21 de maig , Primera Església de Boston.
- Chiaroscuro Azzurro, un encàrrec de "Pocket concert" del Miller Theatre per a violí i orquestra de cambra (20 intèrprets). Per a Jennifer Koh, estrena març de 2008, Miller Theatre, Nova York.
- High Wire Act (2005) per a flauta, cordes i piano. Escrit i encarregat per Christina Jennings i Bright Music. Estrena el 15 de novembre de 2005.
- Esprimere Concert per a violoncel i orquestra (2005) Escrit per Matt Haimovitz i l'Orquestra Simfònica de la UW. Estrena el 28 de març de 2007.
- Celestial City (2002) Per a Spectrum Concerts de Berlín. Una Comissió de la Fundació Koussevitzky. L'estrena va ser el 22/01/03: Sala de recitals de la Filharmònica de Berlín. (18:01) per a clarinet, violí, viola, violoncel i piano
- Quartet de corda en tres moviments (2001) A Harvard Musical Association. Comissió, The Arditti String Quartet, 24/1/03. Institut Tecnològic de Massachusetts, Cambridge, MA. 17:36.
- Magic Carpet Music (1999) per a flauta, clarinet (baix), violí i violoncel. 13:00h. Escrit per a The Theatre Chamber Players. L'estrena va ser el 4 de desembre de 1999 al John F. Kennedy Center for the Performing Arts.
- Chansons Innocentes: el conjunt de tres cançons inclou In Just Spring-, Hist whist, little ghost things (2000) i Tumbling-hair per a veu i piano. Hildegard Publishing, disponible a Theodore Presser.
- de Chansons Innocente- In Just Spring- (1988) per a soprano i piano. Portat de gira (1997–2002) per Dawn Upshaw i Gilbert Kalish, els llocs inclouen Carnegie Hall, Wigmore Hall-Londres, Veteran's Wadsworth-Los Angeles, Theatre du Chatelet-París, Herbst Theatre-San Francisco i The Tanglewod Music Festival. També disponible a Voices of Our Time un vídeo de recital de Dawn Upshaw al Theatre du Chatelet de París
- Fable, (1994), per a flauta (alt, piccolo), clarinet (baix), violí, violoncel, piano i percussió (15:00).* Les actuacions inclouen Aspen Music Festival, San Francisco Conservatory of Music New Music Ensemble, juny a Buffalo i Bowdoin Festival.
- Van Gogh Nocturnes (2008) per a piano sol (8:39)
- Rapture (2003) per a violoncel i piano. (8:30) Adaptació per a Jens Peter Maintz, violoncel·lista principal de la Deutsches Symphonie-Orchester Berlin. Estrena 24/5/03
- Sonata per a violí sol (1992) en tres moviments (13:00). Escrit i estrenat per Victor Schultz a l'Ives Center for American Music.
- Songs of Heaven and Earth (1998) per a mezzosoprano, flauta (picc., alt), clarinet (baix), violí, violoncel, piano, percussió i arpa. (28:00) Escrit i estrenat per The Theatre Chamber Players, John F. Kennedy Center for the Performing Arts.
- Artemisia, una òpera sobre Artemisia Gentilechi (2019) amb el llibretista Ginger Strand. En dues versions, una per a orquestra de cambra i sis veus, i una per a conjunt de cambra de set instruments i sis veus.

## Discografia
- Voices of Our Time, un recital de Dawn Upshaw gravat al The Théâtre du Châtelet, París. Al DVD de Naxos/TDK[19]
- Concert de cambra per a piano i orquestra de cambra, a Grand Designs de Capstone records[20]
- 3 obres per a instruments solistes i orquestra, amb Matt Haimovitz i Christina Jennings dels discos Albany.
- Quartets, amb el quartet JACK, Jamie Van Eyck i Christopher Taylor a String Quartet #1, Creature Quartet, Sudden Light per a veu, 2 violins i violoncel i Song for Andrew, un quartet de piano, a Albany Records.
- Notable Women: Trios by Today's Female Composers, amb el Lincoln Trio en obres de Laura Schwendinger, Lera Auerbach, Stacy Garrop i Augusta Read Thomas
- Cow Music, Kofomi#13 - Stimmen.Atmen de Ein Klang records, Àustria[21]